# Politique familiale
Une politique familiale est une politique sociale étatique (« politique publique »), en faveur de la famille, et parfois de la natalité ; nécessairement traitée de manière distincte conformément aux législations différentes, dont en Europe et dans les fédérations ou républiques fédérales européennes existantes.
Les dépenses en direction des familles se répartissent généralement selon trois axes : prestations financières, avantages en nature, réductions fiscales.
Au sein de l'OCDE, le coût de la politique familiale représentait entre 1,4 % (Grèce) et 4,2 % (Irlande) du PIB en 2009.

## Québec
Les parents québécois ont à leurs dispositions plusieurs contributions du gouvernement envers la politique familiale québécoise afin de leur permettre de faciliter leur vie familiale et leur vie professionnelle. Le régime québécois d’assurance parentale est une mesure mise en place dans le but d'aider les parents à s’approprier leurs nouveaux rôles.

### Conditions d’admissibilités
Pour être admissible au régime québécois d’assurance parentale, il faut remplir quelques conditions. En effet, il faut être résident du Québec au début des prestations, il faut avoir contribué au RQAP ou devoir en payer et avoir un revenu de minimum 2000$ ».

#### Maternité, paternité et partageable
Le congé de maternité permet aux mères de se remettre de la grossesse, de l’accouchement et de favoriser l’allaitement, les pères jouent un rôle crucial quant à leurs congés. En effet, ils auront quant à eux une meilleure participation aux tâches ménagères au retour de leur congé parental. De plus, cela permet un meilleur lien-affectif du père et du nouveau-née.
« Les hommes se voient de plus en plus impliquer dans la parentalité ». Avant l’entrée, de la RQAP en 2006, 20% des pères prenaient un congé parental. Quand la mesure a été mise en place, c’est 70% des pères dès 2007, qui ont pris un congé parental. En moyenne, les pères prennent 9 semaines de congés de paternité et parental. La RQAP, prévoit un versement de prestations aux citoyens qui désire en bénéficier. Il est question de congé de maternité, paternité, parental et d’adoption. De plus, Pour les mères, tout dépendant du régime choisi, c’est 18 ou 15 semaines. Le congé peut débuter 16 semaines avant la date prévue d’accouchement et doit se terminer au plus tard 20 semaines après celle-ci. Selon le désir de la mère ou/et son état ou celui de son bébé le nécessite, le congé peut être suspendu, divisé ou prolongé. Pour les pères, cela équivaut à 3 ou 5 semaines. Pour les prestations partageables, il est question de 32 ou 25 semaines.

### Types de régimes
Il y a deux types de régimes, soit le régime de base ou le régime particulier. Le régime de base permet de prendre plus de congé à moindre revenu de 70% et 55%, tandis que le régime particulier permet de prendre moins de congé, mais avec un plus grand revenu de 75% Le congé de maternité ou de paternité n’est pas transférable aux parents de sexe opposés. Grâce à ses prestations généreuses, le gouvernement du Québec se voit offrir le titre de « paradis des familles ».

## Dans le monde
On distingue :
- la Politique familiale belge  Belgique ;
- la Politique familiale française  France ;
- la Politique familiale suisse  Suisse ;
- la Politique familiale suédoise  Suède.